# Pasquale Fiore
Pasquale Fiore (Terlizzi (Bari tartomány), 1837. április 8. – Nápoly, 1914. december 17.) olasz jogtudós.

## Élete
Tanulmányait Urbinóban, Pisában és Torinóban végezte, majd egy ideig Cremonában tanított filozófiát. 1863-ban Urbinóban a nemzetközi jog tanára lett, 1865-ben Pisába, 1876-ban Torinóba, 1881-ben Nápolyba helyezték át. Nagy érdemei voltak a nemzetközi magán- és büntetőjog, valamint a népjog művelése körül. Első nagy művét, Nuovo diritto internazionale pubblico (Milano, 1865) 1869-ben Pradier-Fodéré franciára is lefordította; a mű második kiadása Trattato di diritta internazionale pubblico (3 kötet, Torino, 1879-84) címen jelent meg. Munkáit több nyelvre is lefordították.

## Művei

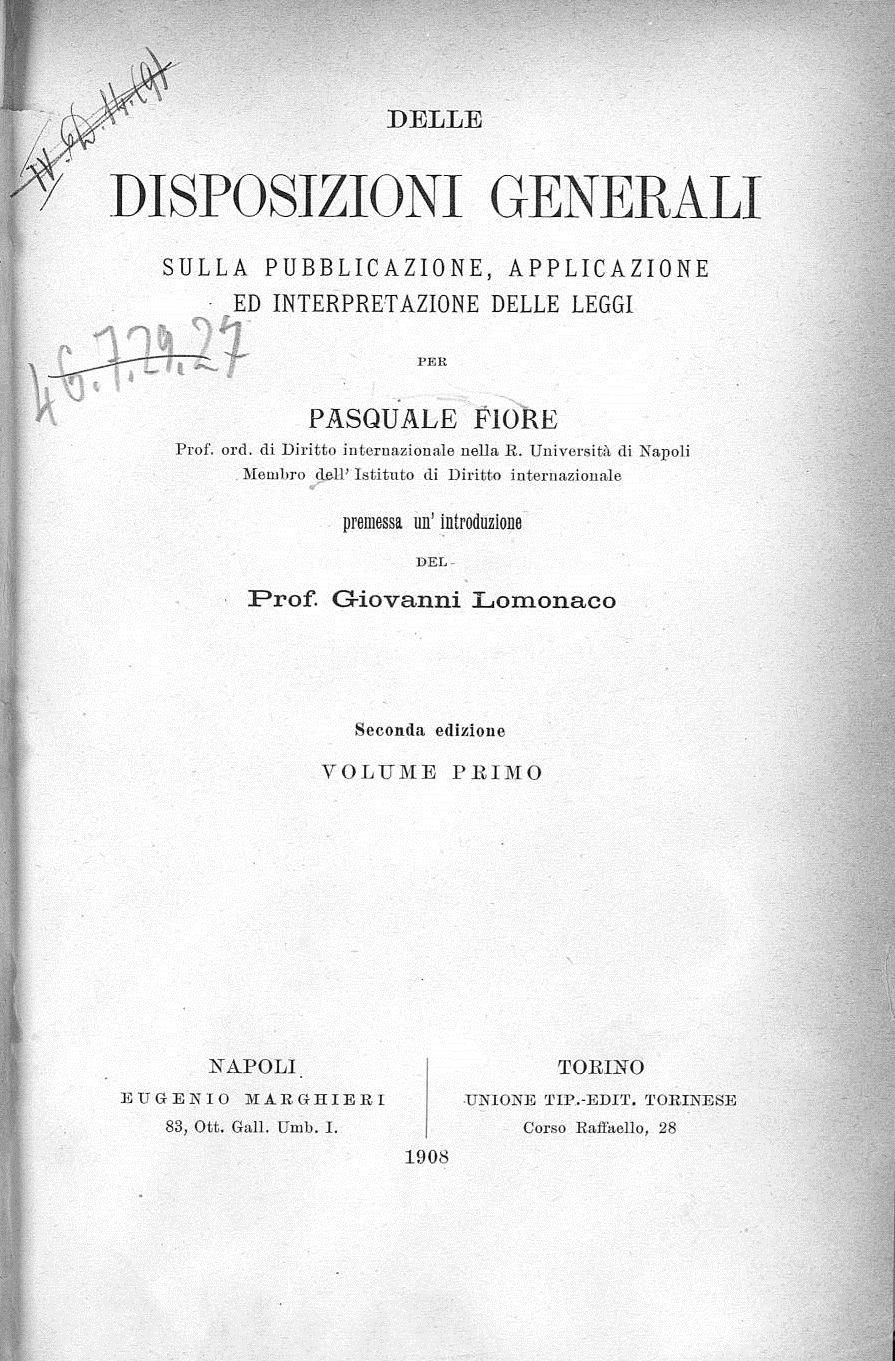
Delle disposizioni generali sulla pubblicazione, applicazione ed interpretazione delle leggi, 1908

- Nuovo diritto internazionale pubblico (Milano, 1865)
- Del fallimento secondo il diritto internazionale privato (Pisa, 1873)
- Effetti internazionale delle sentenze e degli atti (1. rész 1875; 2. rész 1877);
- Trattato di diritta internazionale pubblico (3 kötet, Torino, 1879-84);
- Diritto internazionale privato (Firenze, 1869; 3. kiad. 9 kötet. Torino 1888);
- Delle disposizioni generali sulla pubblicazione interpretazione ed applicazione delle leggi (Torino, 1886);
- Ordinamento giuridico della societa degli stati. Il diritto internazionale codificato e la sua sanzione giuridica (uo. 1890).